# Willamette University

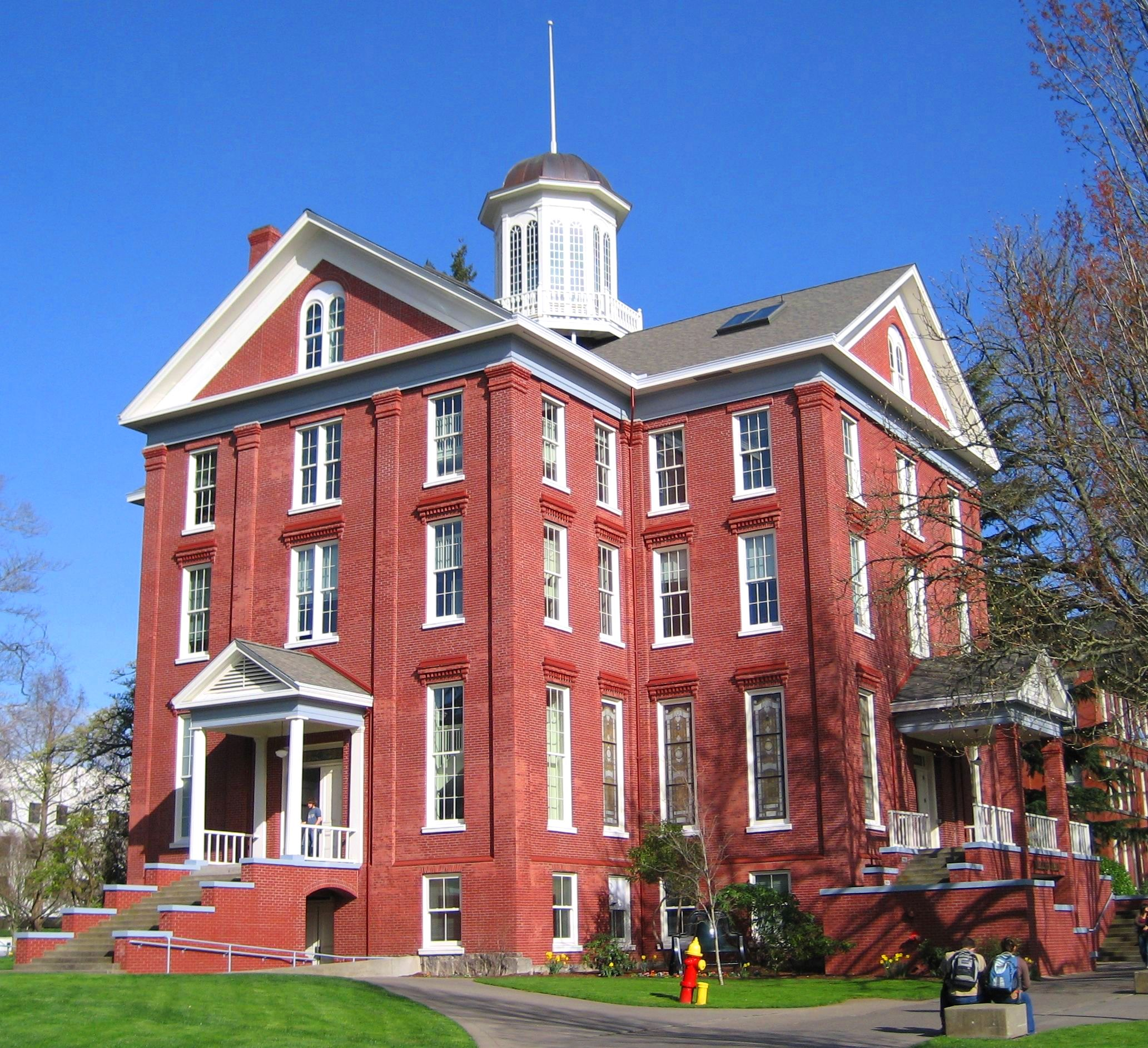
Waller Gebäude

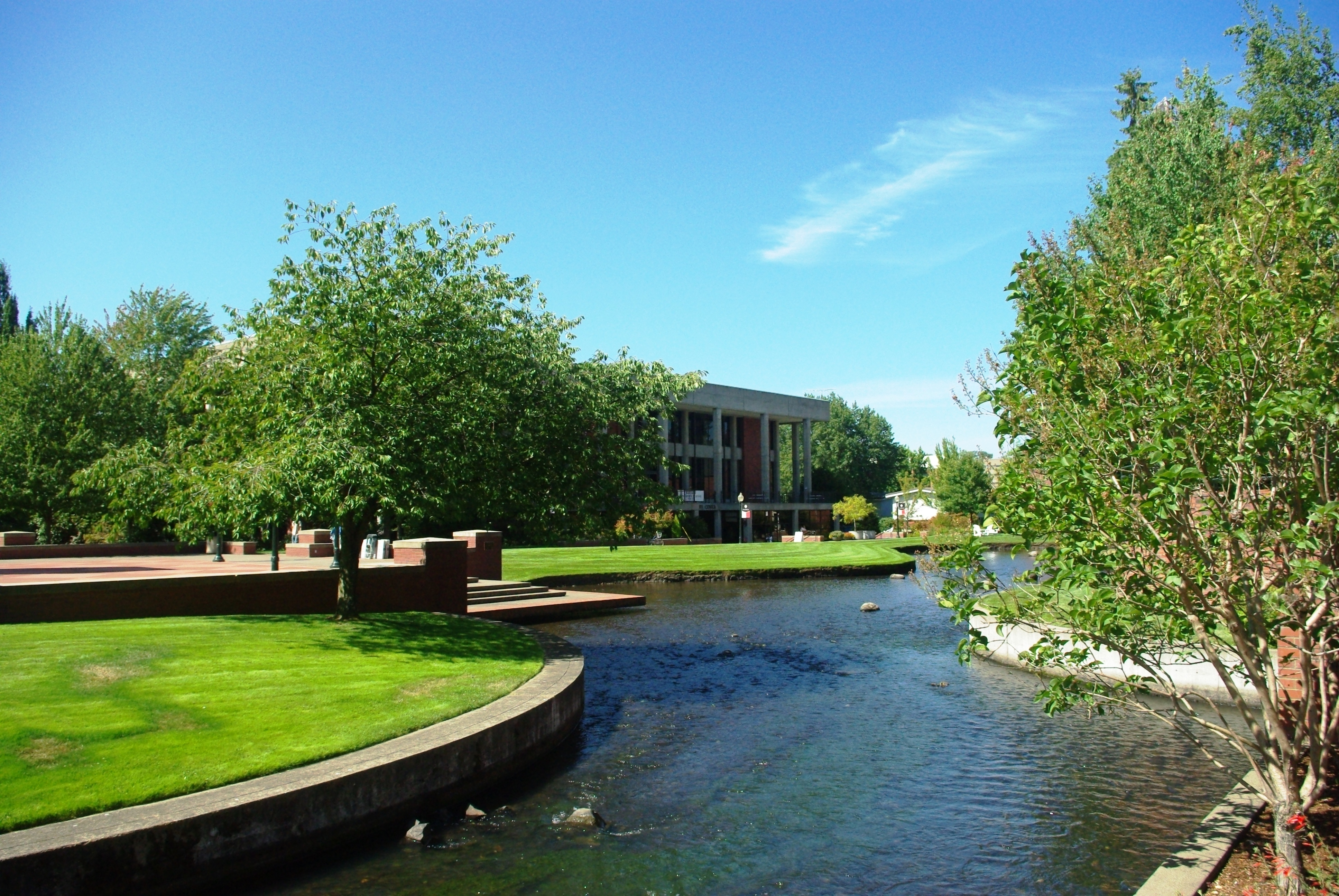
Auf dem Campus der Willamette University

Die Willamette University ist eine private Universität in Salem, der Hauptstadt des US-Bundesstaates Oregon. Die Universität hat etwa 2.500 Studierende, von denen etwa 700 an Postgraduiertenprogrammen teilnehmen. Die Hochschule hat Fakultäten für Kunst, Recht, Wirtschaft sowie die Lehrerausbildung.

## Geschichte
Die Universität bezeichnet sich selbst als erste Universität in der US-amerikanischen Region West, sie führt ihre Geschichte auf eine 1842 gegründete höhere Schule für die Kinder dort ansässiger Missionare und Siedler zurück, die sich seit 1853 Universität nennt, anfangs Wallamet University. Die 1883 gegründete juristische Fakultät ist die älteste des pazifischen Nordwestens der Vereinigten Staaten, die heute mit der University of Oregon fusionierte medizinische Fakultät war ebenfalls die erste der Region.

## Bekannte Absolventen
- Jay Bowerman 13. Gouverneur von Oregon
- Sam Farr, Politiker
- Theodore Thurston Geer, zehnter Gouverneur des Bundesstaates Oregon
- Melvin Clark George, Politiker
- Edith Green, Politikerin
- Mark Hatfield, 29. Gouverneur von Oregon
- Willis C. Hawley, Politiker und Präsident der Universität von 1893 bis 1902
- Matthew Hindman, Politologe
- Fern Hobbs
- Jay Inslee, Politiker
- Harry Lane, Politiker
- Richard Laymon, Verfasser von Horrorromanen
- Conde McCullough, Bauingenieur
- Lisa Murkowski, US-amerikanische Politikerin
- James W. Mott, Politiker
- Merrill Moores, Politiker
- Dale Mortensen,  Wirtschaftsnobelpreis 2010
- Bob Packwood, Politiker
- Frederick Schwatka, Leutnant der United States Army und Forschungsreisender in Alaska und Kanada
- Vic Snyder, Politiker
- Dick Weisgerber, US-amerikanischer American-Football-Spieler
- Richard Williams, Politiker
- John N. Williamson, Politiker